# Janvier 1890

## Événements

12 janvier : la Carte rose, à l'origine de l'ultimatum britannique

- France : épidémie de grippe à Paris, 370 morts au 4 janvier, surtout parmi les employés des bazars parisiens.

- 1er janvier : en Italie, un décret royal annonce la constitution de la colonie d’Érythrée.

- 6 janvier : début du règne de Béhanzin, roi du Dahomey (fin en 1894).

- 12 janvier : un ultimatum britannique exige que le Portugal évacue le territoire des Makololo et des Machona, au Chiré, au sud du lac Nyassa. Par crainte d’un conflit avec la Grande-Bretagne, le Portugal préfère se retirer des territoires qu’il occupait au sud du lac Nyassa. Les Britanniques y imposent un protectorat (Nyassaland). Portugal et Royaume-Uni arrivent à un compromis au terme duquel le Portugal renonce à ses ambitions transafricaines (carte rose) mais reçoit d’importantes compensations territoriales (traité de Londres, 20 août).

- 25 janvier : traité de Montevideo fixant la frontière entre l'Argentine et le Brésil

## Naissances
- 9 janvier : Kurt Tucholsky
- 25 janvier : Roy Ridley
- 29 janvier : Marguerite Canal, musicienne, compositrice et cheffe d'orchestre française († 27 janvier 1978).

## Décès
- 2 janvier : Marie-Anne Blondin, sœur religieuse.
- 5 janvier : Gnanendramohan Tagore (d) , avocat indien, héros national, réformiste et lettré.
- 15 janvier : Lucía Zárate, artiste mexicaine atteinte de nanisme.
- 21 janvier : Victor Tortez, peintre français (° 18 juillet 1843).
- 30 janvier : Khayr al-din, à Istanbul. Fonctionnaire ottoman, il est à l’origine de la promulgation du Pacte fondamental de 1857, puis de la première Constitution tunisienne.